# Crab Creek
Der Crab Creek ist ein Bach in den Countys Grant, Adams und Lincoln im US-Bundesstaat Washington. Nach dem Vorkommen von Krebsen benannt, ist er einer der wenigen permanent wasserführenden Bäche im Columbia-River-Einzugsgebiet im zentralen Washington. Er fließt vom nordöstlichen Columbia River Plateau etwa 8 km östlich von Reardan in westsüdwestlicher Richtung bis zur Mündung in den Columbia River nahe der Kleinstadt Beverly. Sein Lauf bringt viele Beispiele für die erosiven Kräfte der gewaltigen glazialen Missoula-Fluten im späten Pleistozän zutage, welche die Region überschwemmten. Außerdem wurden der Crab Creek und seine Umgebung von der großflächigen Beregnung des Columbia Basin Project (CBP) des United States Bureau of Reclamation überformt, welches die Grundwasserspiegel anhob, die Länge des Crab Creek signifikant erhöhte und neue Seen und Bäche schuf.
Der Crab Creek ist 262 km lang und entwässert ein Einzugsgebiet in Ost-Washington von 13.200 Quadratkilometern. Er wird gelegentlich der „längste ephemere Bach in Nordamerika“ genannt.

## Verlauf
Der Crab Creek wird gelegentlich in den Upper (dt.: Oberer) Crab Creek, welcher von der Quelle bis zum Potholes Reservoir verläuft, und den Lower (dt.: Unterer) Crab Creek, welcher vom Potholes Reservoir bis zum Columbia River verläuft, eingeteilt. Der Bach wird manchmal auch in drei Teile eingeteilt – den Upper Crab Creek (von der Quelle bis zum Brook Lake), den Middle Crab Creek (vom Brook Lake bis einschließlich zum Potholes Reservoir) und den Lower Crab Creek (von unterhalb des Potholes Reservoir bis zum Columbia River).
Der Upper Crab Creek lag vor Beginn des CBP trocken und fließt heute sporadisch. Von der Quelle nahe Reardan fließt er generell südwestwärts, später westwärts und empfängt die Zuflüsse Rock Creek, Coal Creek, Duck Creek, Canniwai Creek und Wilson Creek. Er mündet in den Brook Lake, welcher südlich des Billy Clapp Lake, einem vom Pinto Dam gestauten Ausgleichsbecken des CBP, liegt.
Der Crab Creek wendet sich nach Verlassen des Brook Lake südwärts. Der East Low Canal des CBP, einer der Hauptbewässerungskanäle, quert den Crab Creek, ohne dass das Wasser vermischt wird. In der Stadt Moses Lake mündet der Crab Creek in den Parker Horn Arm des Moses Lake. Kurz bevor der Crab Creek den See erreicht, mündet der Rocky Coulee Wasteway, eine Mischung des sporadischen Rocky Coulee Creek mit Bewässerungswasser aus dem East Low Canal. Vor dem CBP gab es keinen permanenten Wasserfluss zwischen Brook Lake und Moses Lake. Nur in Hochwasserperioden floss der Crab Creek durch dieses Gebiet.
Der Moses Lake fließt in das Potholes Reservoir ab, welches die Bewässerungskanäle nach Süden speist. Unterhalb des O’Sullivan Dam erneuern zahlreiche Quellen den Crab Creek, welcher südwestwärts fließt, später westwärts. Unterhalb der Gemeinde Smyrna mäandriert der Crab Creek durch einen zwei Meilen (3,2 km) breiten Canyon, der im Süden von den Saddle Mountains und im Norden durch die Royal Slope begrenzt wird und auch einige Teile des Columbia National Wildlife Refuge enthält, bevor er in den Columbia River mündet.

## Seen
Vor 1904 blockierten Wanderdünen den Crab Creek unterhalb des Moses Lake, des größten natürlichen Sees am Bach. Das Wasser des Bachs erreichte nicht den Columbia River. 1904 durchbrach ein schweres Hochwasser die Dünen und senkte den Wasserspiegel des Sees um acht Fuß (ca. 2,5 m). Vor dem Hochwasser war auch die Verbindung von Verbindung zwischen Crab Creek bzw. Moses Lake zum Columbia River sporadisch. Aus dem Moses Lake stammende Fische legen Perioden der Verbindung vor 1904 nahe. Es ist außerdem möglich, dass der Moses Lake durch die Blockade des Crab Creek durch Sanddünen geschaffen wurde.
Das Columbia Basin Project im zentralen Washington veränderte den Charakter des Crab Creek grundlegend. Das bewässerte Einzugsgebiet am Crab Creek nimmt eine Fläche von 767 Quadratkilometern ein. Ein großer Erd-Damm, der O’Sullivan Dam (auch als Potholes Dam bezeichnet) wurde von 1947 bis 1949 erbaut und bildete das Potholes Reservoir, welches als zentraler Punkt für die Speicherung von Beregnungs-Wasser, den natürlichen Abfluss und die Rückführung des Beregnungs-Wassers im südlichen Projektgebiet des CBP dient. Aus dem Potholes Reservoir fließt Wasser durch Kanäle ab; er hat keinen permanenten Abfluss in den Lower Crab Creek. Das Wasser im Lower Crab Creek stammt also aus Sickerwasser vom Potholes Reservoir und aus der Bewässerung, aus dem Goose Lake Wasteway sowie aus Zuflüssen unterhalb des O’Sullivan Dam. Der Wasserspiegel in diesem Abschnitt ist variabel, aber aufgrund der geringen Höhenlage und des rückgeführten Beregnungswassers generell hoch. Viele Seen wie der Merry Lake, der Lenice Lake und der Nunally Lake entwässern in den Crab Creek.

## Geschichte

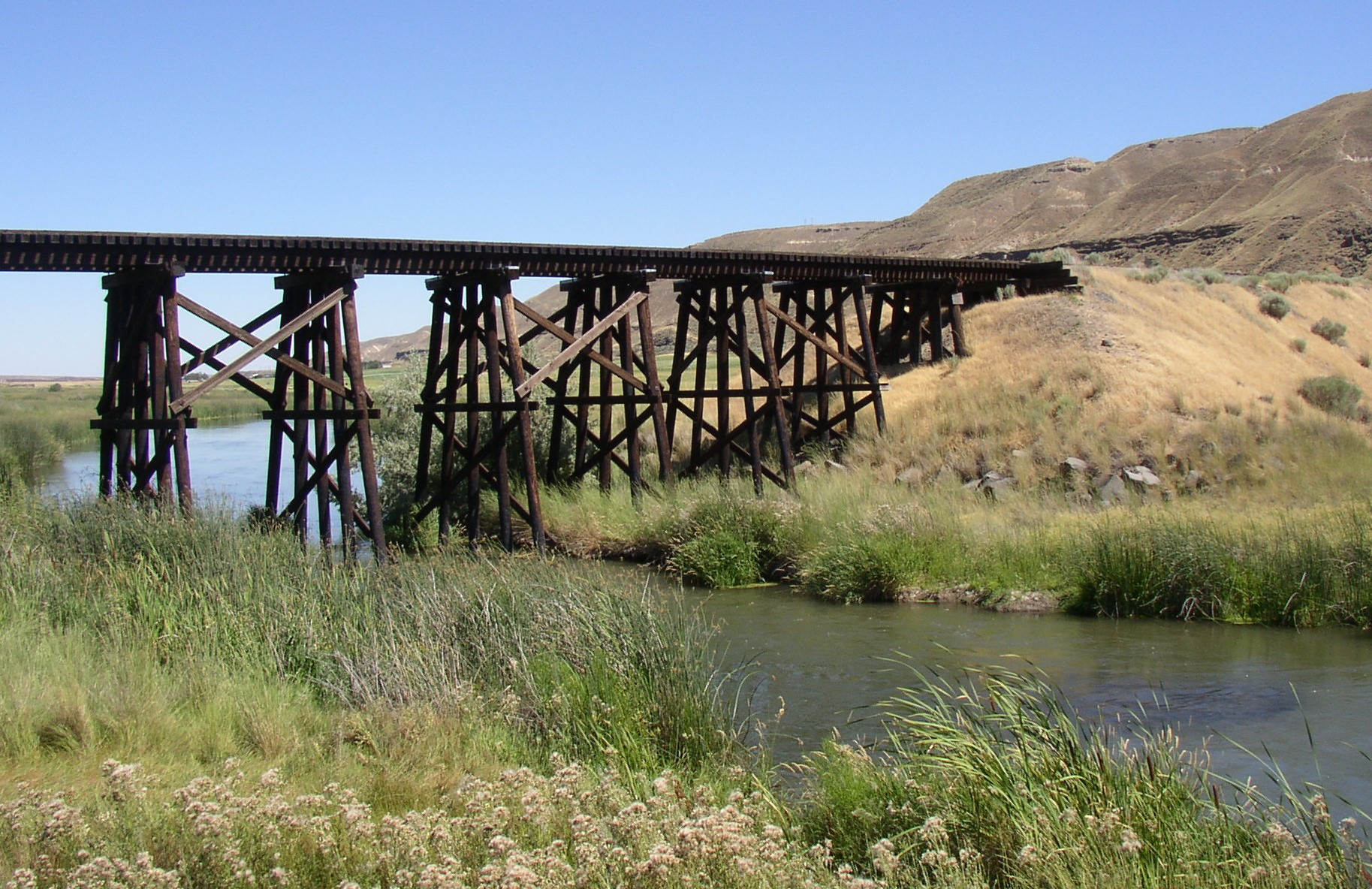
Der Lower Crab Creek 12,8 km oberhalb der Mündung in den Columbia River, Blick nach Osten. Die Saddle Mountains befinden sich rechts im Bild.

Seit er einer der wenigen Bäche mit verlässlicher Wasserführung ist, nutzen die Stämme der Spokane- und Palouse-Indianer das Gebiet um den Crab Creek, um dort Wurzeln und andere Lebensmittel zu sammeln. Ein indianischer Haupt-Trail durch die Region verlief entlang des Bachs. Leutnant Symons durchquerte das Gebiet am mittleren Crab Creek, als er 1879 die Military Wagon Road vom Fort Walla Walla zum Camp Chelan begründete. Die Old Wagon Road wurde 1888 zwischen Waterville und Ritzville begründet.
Vor Einführung der Bewässerung bestand der Großteil des Gebiets am Upper Crab Creek aus einer Tussock-Prärie, die zur Rinder- und Schafzucht genutzt wurde. Der Crab Creek und seine Zuflüsse boten Wasser für die Herden. Obwohl eine Handvoll Viehzüchter Herden besaßen, die als Fleisch per Eisenbahn von Städten wie Sprague aus bis nach Montana geliefert wurden, blieb die Besiedlung extrem spärlich. Einer dieser Viehzüchter war George Lucas, ein Immigrant aus Irland, der als der erste permanente weiße Siedler im Adams County gilt. Er begründete 1869 ein Gasthaus und züchtete Rinder und Pferde am Cow Creek an der Straße nach Fort Colville.
Der Lower Crab Creek bot das einzige verfügbare Wasser in dieser Strauchsteppen-Region und wurde so zum Ausgangspunkt der Besiedlung. Ben und Sam Hutchinson bauten 1884 die erste bezeugte Hütte am Lower Crab Creek. Tom McManamon, ein Viehzüchter, erreichte das Gebiet kurz danach; weitere Siedler kamen 1901 und gründeten 1904 die Stadt Othello.
Als das Bureau of Reclamation 1947 Bezirksbüros in Othello bezog und das Columbia Irrigation Project aufzubauen begann, erfuhr die bis dahin dünn besiedelte Region einen dramatischen Wechsel der natürlichen Bedingungen.

## Geologie

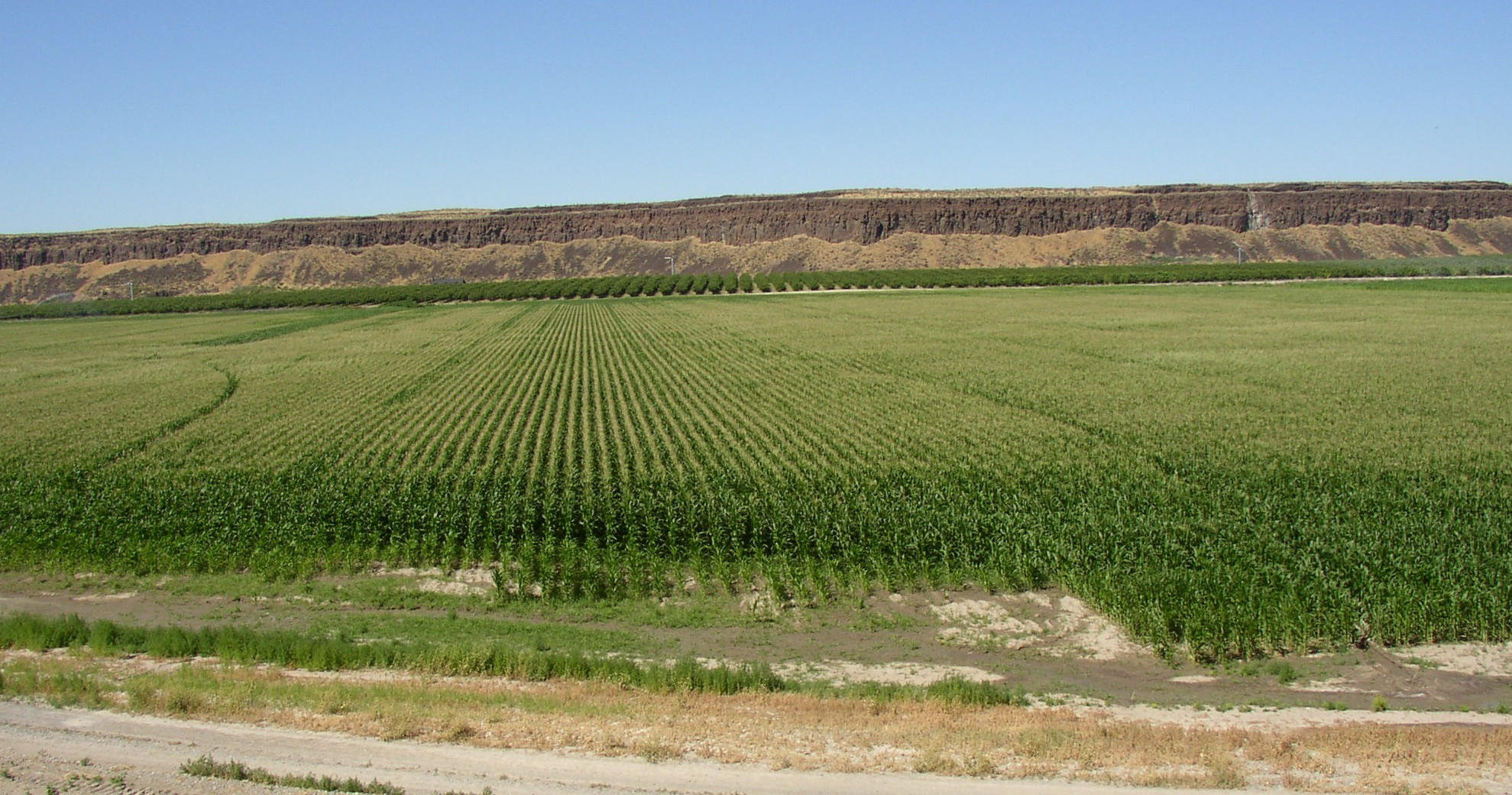
Eine Überschwemmung durch den Crab Creek Coulee mit Basaltsäulen im Hintergrund. Der eigentliche Creek befindet sich hinter dem Betrachter.

Der Okanogan-Lappen des Kordilleren-Eisschildes schob sich das Okanogan River Valley herunter und blockierte den Ur-Lauf des Columbia River. Durch den Rückstau entstand der Lake Spokane. Als der Okanogan-Lappen anwuchs, wurde der Columbia River in die Grand Coulee umgeleitet. Als er durch die heutige Grand-Coulee-Dry-Falls-Region floss, erreichte der eiszeitliche Columbia das Quincy Basin nahe Quincy und vereinigte sich mit dem Crab Creek am Moses Lake, folgte dem Verlauf des Crab Creek südwärts und passierte die Frenchman Hills, bog dann nach Westen und verlief an der Nordseite der Saddle Mountains und erreichte so den früheren (vor der Blockade) und heutigen Lauf des Columbia River kurz oberhalb des Haupt-Durchbruchstals in den Saddle Mountains, der Sentinel Gap.
Während der Zeit der Missoula-Fluten wurden periodisch große Wassermengen abgeführt, von denen ein Teil den Upper Crab Creek durch Überschreiten der Wasserscheide zwischen den Einzugsgebieten des Columbia River und des Crab Creek erreichte, während ein anderer Teil über den Columbia River abfloss und den Crab Creek am Moses Lake erreichte. Im Ergebnis wurden nennenswerte Flüsse und Einöden (engl.: scablands) im Einzugsgebiet des Upper Crab Creek geschaffen und der Abfluss unterhalb des Potholes Reservoir überdimensioniert (d. h. der Querschnitt könnte einen sehr viel größeren Fluss führen als er es tatsächlich tut).

## Erholung

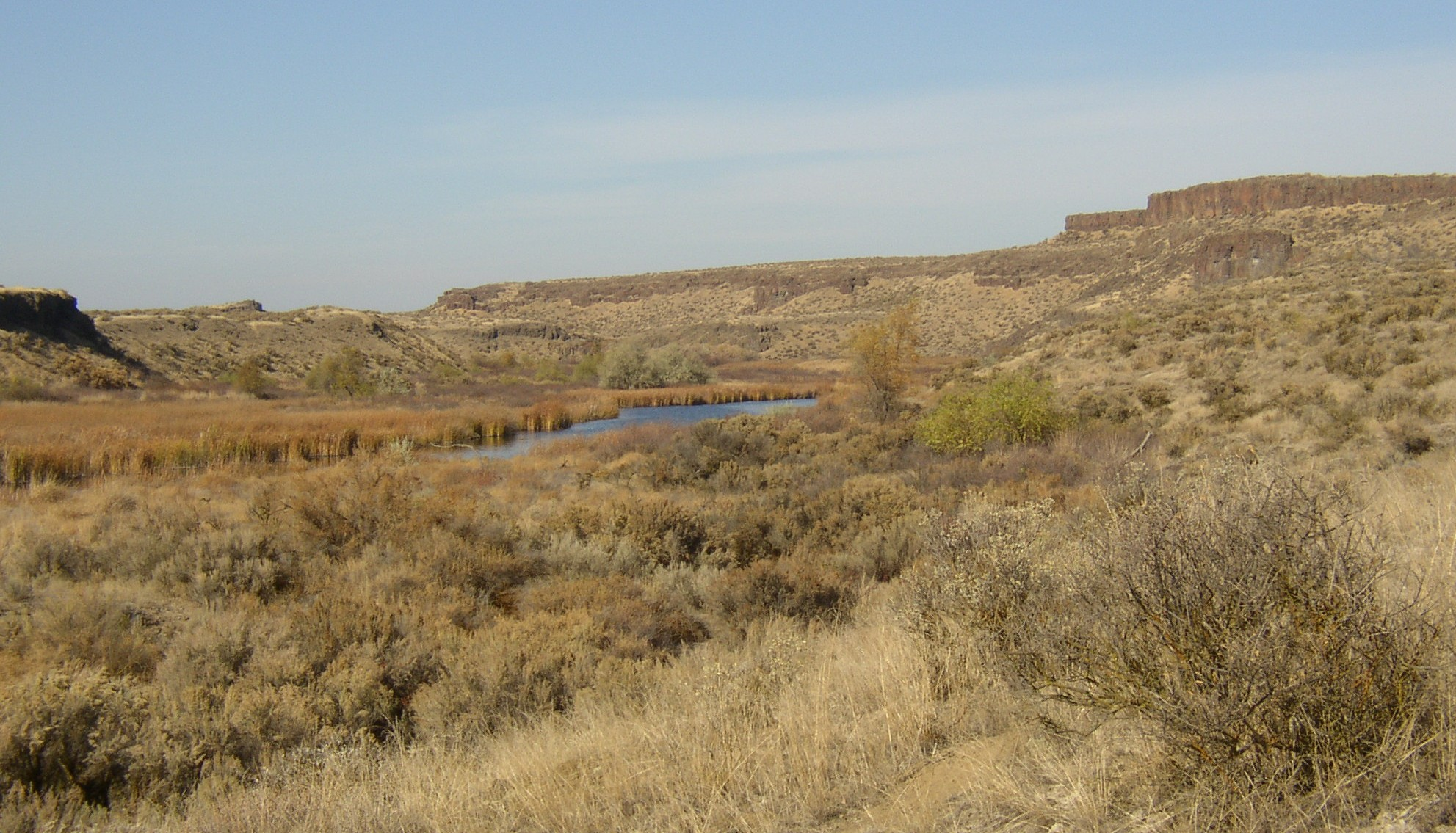
Der Crab Creek in den Drumheller Channels.

Der Potholes State Park ist ein 260 ha großer Park am Ufer des Potholes Reservoir. Er bietet Zugang zur Drumheller Channels National Natural Landmark, welche kurz unterhalb des O’Sullivan-Damms liegt. Diese National Natural Landmark ist eine stark erodierte Landschaft, die Channeled Scablands, die durch hunderte isolierte, steilhängige Hügel (engl.: buttes) gekennzeichnet sind, welche von einem verflochtenen Netzwerk zahlreicher Kanäle umgeben sind. Alle außer dem Kanal, durch den der Crab Creek fließt, sind gegenwärtig trocken. Es handelt sich um ein klassisches Beispiel für die gewaltigen erosiven Kräfte von extremen Flutströmen wie den glazialen Missoula-Fluten, die im Spät-Pleistozän das vulkanische Gelände des Columbia Plateau umformten.

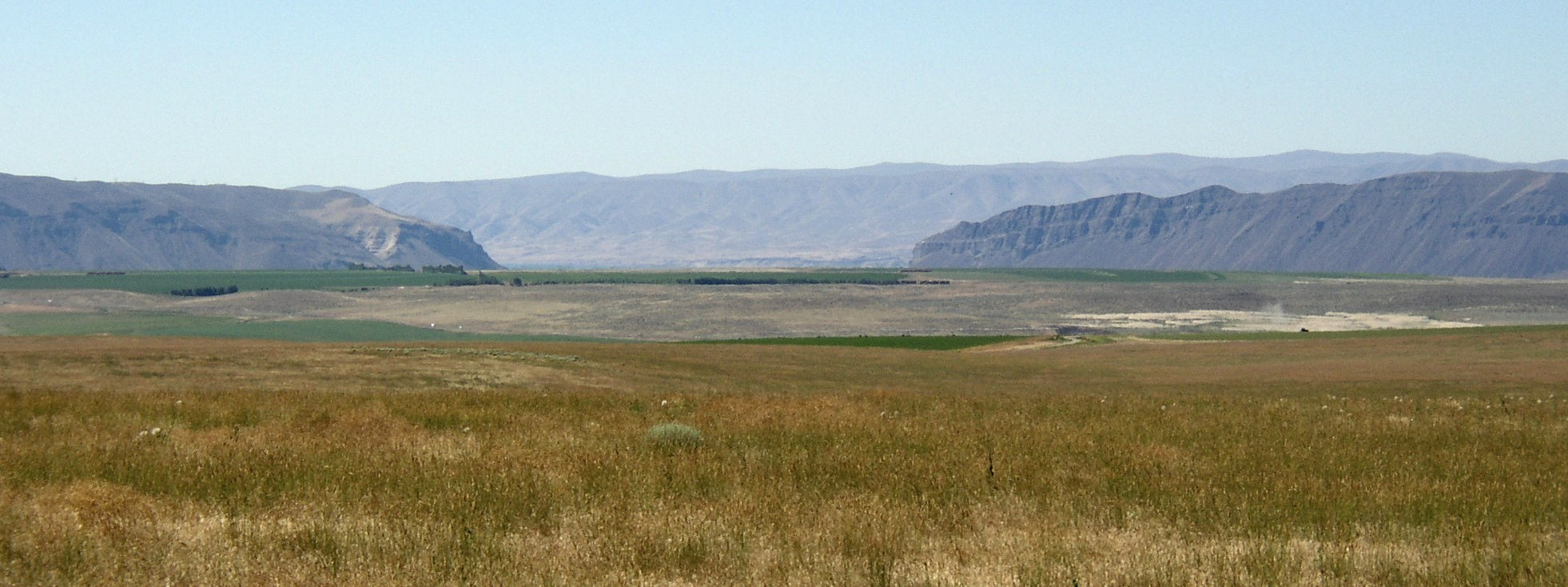
Der Sentinel Gap in den Saddle Mountains von Norden gesehen. Der Crab Creek fließt entlang der Front der Saddle Mountains von links und erreicht den Columbia River oberhalb des Durchbruchs.

Es gibt fünf Schutzgebiete entlang des Crab Creek:
- Das Crab Creek Wildlife Area besteht vom Columbia River aus ostwärts entlang der Nordfront der Saddle Mountains bis nach Othello.
- Das Seep Lakes Wildlife Area fällt mit der Drumheller Channels National Natural Landmark zusammen.
- Das Potholes Wildlife Area ist dem Potholes Reservoir benachbart.
- Das Gloyd Seeps Wildlife Area liegt nördlich des Moses Lake.
- Das North Columbia Basin Wildlife Area – Gloyd Seeps befindet sich nördlich des Gloyd Seeps Wildlife Area